# Lleó Magentí
Lleó Magentè o Lleó Magentí (en llatí Leo o Leon Megentenus o Magentinus , en grec Λεών Μαγεντῆνος o Μαγεντῖνος) fou un escriptor romà d'Orient comentarista d'Aristòtil que va florir durant la primera meitat del segle xiv. El seu primer nom, Leo, no es menciona amb gaire freqüència als manuscrits. Fou monjo i més tard arquebisbe de Mitilene.
Va escriure:
- 1. Ἐξήγσις εἰς τὸ περὶ ἑρμηνείας Ἀριστοτέλους, Commentarius in Aristotelis De Interpretatione Librum.
- 2. Ἐξήγησις εἰς τὰ πρότερα ἀναλυτικὰ τοῦ Ἀριστοτέλους, Commentarius in Priora Analtica Aristotelis.
- 3. Commentarius in Categorias Aristotelis.
- 4. Ἀριστοτέλους σοφιστικῶν ἐλέγχων έρμηνεία, Expositio Aristotelis De Sophisticis Elenchis.
- 5. Ἀριστοτέλουσπερὶ εὐπορίας προτάσεων. Podria ser un fragment o una part del núm. 1
- 6. Commentarius in Isagogen. s. Quinque Voces Porphyrii. Aquest llibre potser no es pot atribuir a Magentí.

Els dos primers llibres han estat impresos. Els altres es conserven en manuscrit.
Es conserven a més uns Escolis a les Categories, a l'Òrganon, (els Primers Analítics i els Segons Analítics), i als Tòpics, d'Aristòtil, i uns altres a la Isagogè de Porfiri, signats per Magnentius. Alguns autors suposen, amb probabilitat, que Magnentius és una corrupció de Magentenus o Magentinus. Si és així, s'haurien d'afegir a les obres d'aquest autor. Nicolau Comnè Papadopoli parla de moltes altres obres de Lleó, però la seva autoritat és poc fiable.